# Smyriodes adelostycha
Smyriodes adelostycha là một loài bướm đêm trong họ Geometridae.